# Nightmare (japanische Band)
Nightmare (jap. ナイトメア, Naitomea) ist eine japanische Visual-Kei-Band.

## Biografie
Nightmare wurde am 1. Januar 2000 in Sendai (Japan) gegründet. Die Gründungsmitglieder waren Hitsugi und Sakito. Später schlossen sich Ruka, der früher bei der Band Luinspear war, Yomi und Ni~ya der Band an.
Anfangs hatten sie einen sehr wilden und ausgefallenen Musikstil, mit dem sie schnell erste Fans fanden. Nach zwei Jahren, in denen sie vier Singles und das Mini-Album Outlaw veröffentlichten, hatte ihr Stil sich stark gewandelt. Mit dem neuen, massentauglicheren Sound kam dann der Durchbruch; sie wurden von dem Major-Label Nippon Crown unter Vertrag genommen, welches unter anderem auch Gackt und die Band Penicillin unter Vertrag hat. Ihr erstes Album Ultimate Circus erschien Ende 2003. Zu diesem Zeitpunkt hatten sie bereits eine sehr große Fangemeinde sowie einen Fanclub, der sie überall hin begleitete.
2006 steuerten Nightmare Musik für die Anime-Umsetzung des Mangas Death Note bei. Die Doppelsingle the World / Alumina kam auf Platz 5 der Oricon Single-Charts und hielt sich vier Wochen lang in den Top 30. Auch die darauf folgenden Singles landeten in den Charts, und die Konzerte waren ausverkauft. Am 23. September 2007 gab die Band ein Konzert in der Nippon-Budokan-Halle vor 14.000 Fans.
Die Musik von Nightmare ist eine exotische Mischung aus Rock, Hardcore Punk, Melodic Metal, mit gelegentlichen Schreieinlagen, unterstützt durch Visual-Kei-Outfits.
Am ersten Januar 2010 feierte die Band ihr 10. Jubiläum mit einem Konzert mit Laser-Shows in der Saitama SUPER ARENA vor ca. 22.000 Fans. Am 23. Juni 2010 brachten Nightmare ihre Single "a:Fantasia" heraus. Im Jahr 2011 machten Nightmare eine Tour durch Japan mit dem Namen "the Time rewind to ZERO". Außerdem veröffentlichten sie die Single "Vermilion".
Ihre Single "Sleeper" ist am 7. September 2011 in Japan erschienen. Im Jahr 2012 folgten zwei neue Singles "Mimic" und "Deus ex machina". Außerdem veröffentlichten sie eine neue Live-DVD, auf der das Tour Final ihrer Tour "Nightmare Tour 2011-2012 Nightmarish reality", der nun schon dritte Auftritt im Nippon Budokan, zu sehen ist. 2013 veröffentlichten sie ihr Album "SCUMS", das auch nach wenigen Monaten von Label Gan-shin in Europa herausgebracht wurde. Im Rahmen der "Japan Expo 2013" in Paris spielten Nightmare am 6. und 7. Juli zum ersten Mal vor europäischem Publikum. Und am 15. März 2014 spielten sie in Houston (Texas) bei der Anime Matsuri, dies war ihr erster Auftritt vor amerikanischem Publikum.
Nightmare haben eine Alter-Ego-Band Sendai Kamotsu. Unter diesem Namen veröffentlicht die Band seit ihrer Indies-Zeit sporadisch Singles, die sich musikalisch sehr stark vom eigentlichen Stil Nightmares unterscheiden und vor allem Spaß machen sollen. Neben einzelnen Singles und Alben wurden auch Live-DVDs von den bunten Shows veröffentlicht.

## Mitglieder
- Yomi (* 14. Juli 1981 in Furukawa (heute: Ōsaki)) Sänger, bürgerlich Jun Chiba, 2. Pseudonym (Sendai Kamotsu): Chiba
- Sakito (咲人; * 29. Juni 1981 in Ōgawara) Lead-Gitarrist, bürgerlich Takahiro Sakaguchi, 2. Pseudonym: Satty
- Hitsugi (柩; * 5. März 1982 in der Präfektur Tokio) Rhythmus-Gitarrist, fällt immer durch das ausgefallenste Styling auf, bürgerlich Mitsuo Ikari, 2. Pseudonym: Fullface
- Ni~ya (* 23. Juni 1981 in Kakuda) Bassist, bürgerlich Yuji Baba, 2. Pseudonym: Wan Chenchen
- Ruka (* 9. Juni 1979 in der Präfektur Tokio) Drummer der Band, bürgerlich Satoru Karino 2. Pseudonym: Gigaflare

Das Songwriting sowie das Texten übernehmen alle Mitglieder gleichermaßen, oft auch in Zusammenarbeit.

## Diskografie

### Alben
- 2003: Ultimate Circus
- 2004: Libido
- 2006: Anima
- 2006: Gianism – Nightmare no Kuse ni Namaikidazo (Major-Kompilation)
- 2006: Gianism – Omae no Mono wa Ore no Mono (Indies-Kompilation)
- 2006: Gianism – Ore no Mono wa Ore no Mono (Indies-Singles-Collection)
- 2007: The World Ruler
- 2008: Nightmare 2003-2005 Single Collection
- 2008: Kyokuto Symphony – The Five Stars Night (Livealbum)
- 2008: Killer Show
- 2009: Majestical parade
- 2010: Gianizm
- 2011: Nightmare
- 2013: Scums (in Japan)
- 2013: Scums (in Europa)
- 2014: To Be Or Not To Be (10. Lied Drastika Ending von "Doreiku: Boku to 23 nin no Dorei")
- 2015: Carpe Diem
- 2022: Nox:Lux

Demo-Tapes
- 2001: Vice, 20010713, Danzai, Sabato (genaue Release-Daten dieser Demos unbekannt)
- 2001: Zange
- 2001: Sekibi no Tonakai
- 2003: 5+1=?

### Singles
- 2001: Hankouki
- 2002: Jiyū konbō Tenshin ranman
- 2002: Gaia ~Zenith Side~
- 2002: Gaia ~Nadir Side~
- 2003: Crash Nightmare Channel
- 2003: Believe (Major-Debut-Single)
- 2003: Akane / Hate / Over (Over ist das Opening des Anime Korokke)
- 2004: Varuna
- 2004: Tokyo Shonen
- 2004: Shian
- 2005: Jibun no Hana
- 2005: Raven Loud speeeaker
- 2005: livEvil
- 2006: The World / Alumina (Opening/Ending des Anime Death Note)
- 2008: White Room
- 2007: Raison d’Etre (Opening des Anime Claymore – Schwert der Rache)
- 2007: Criminal Baby
- 2007: Konoha
- 2007: Dirty (Opening des Anime Majin Tantei Nogami Neuro)
- 2008: Lost in Blue (Opening des Anime Mōryō no Hako)
- 2008: Naked Love (Ending des Anime Mōryō no Hako)
- 2009: Rem_
- 2009: Love Addict
- 2010: a:Fantasia[3]
- 2011: Vermilion
- 2011: Sleeper
- 2012: Mimic
- 2012: Deus ex machina
- 2013: Dizzy
- 2014: Riraito (Rewrite)
- 2014: Taboo (Opening vom Film "Doreiku: Boku to 23 nin no Dorei")
- 2015: Blur
- 2015: Rakuen
- 2016: Awakening

### Videoalben
- 2002: Gaia Zenith Side (Promovideo)
- 2002: Gaia Nadir Side (Promovideo)
- 2004: Ultimate Circus Finale (Konzert am 12. Dezember 2003 im Shibuya Kokaido, auf DVD & VHS)
- 2004: Love[CLIP]per (enthält 5 Promovideos & Interviews)
- 2005: Tour CPU 2004GHz (Konzert am 8. Dezember 2004 im Nakano Sunplaza)
- 2005: love[CLIIP]per (2. PV-Sammlung)
- 2005: Tenka Daiboso – Warera baka no Gotoku Senshuraku (okeru) Hibiya Yagai Ongakudo (Konzert im Hibiya Yaon)
- 2006: Tour [anima] lism at Zepp Tokyo (Konzert am 16. März 2006 im Zepp Tokyo)
- 2006: Love[CLIIIP]per (3. PV-Sammlung)
- 2007: Tour 2006 Gianism Tsu @ NHK Hall (Konzert am 19. Mai 2006 in der Tokyo NHK Hall)
- 2007: Vision OF the World Ruler (Konzert am 16. Juni 2007 im Tokyo Kokusai Forum)
- 2008: Kyokuto Symphony – the Five Stars Night (Konzert am 23. September 2007 in der Nippon Budokan Tokyo)
- 2008: Grand killer show
- 2009: Love[CLIP]per IV
- 2009: Love[CLIP]per V
- 2009: Parade Tour Final “Majestic” (Konzert in der Nippon Budokan Tokyo)
- 2010: Nightmare 10th Anniversary (Konzert am 31.12.2009 in der Saitama Super Arena)
- 2012: Nightmare Tour 2011-2012 Nightmarish reality Tour Final (Konzert in der Nippon Budokan Tokyo)
- 2013: Nightmare Tour 2013「beautiful Scums」
- 2014: To Be Or Not To Be: That’s The Question Tour Final @ Tokyo International Forum Hall A
- 2015: Carpe DIEMeme

### In Deutschland erhältliche Alben
- 2006: [anima]
- 2006: Libido
- 2008: The World Ruler
- 2013: Scums

Alle Alben sind beim deutschen Releaselabel Gan-shin erschienen. Beiliegend gibt es ein Booklet mit den Texten in Japanisch, Romaji und Englisch.